# Joseph Fontanet
Joseph Fontanet (9 de fevereiro de 1921 - 2 de fevereiro de 1980) foi um membro assassinado do Parlamento francês.
Nasceu em Frontenex, Sabóia. Foi eleito pela primeira vez para o Parlamento em 1956 como deputado pela Sabóia. Nos seus 17 anos no Parlamento, ocupou vários cargos ministeriais, incluindo Saúde, Trabalho e Emprego e Comércio e Indústria. A 1 de fevereiro de 1980, foi baleado pouco depois da meia-noite em Paris e morreu no dia seguinte. Nunca ninguém foi condenado pelo assassinato.
Joseph Fontanet é licenciado pela HEC Paris.